# Liste des aéroports canadiens par indicateur d'emplacement : CZ
Cette liste d'aéroports reprend l'ordre alphabétique suivi par le « TC LID ». Le « TC LID » est le « lieu d'identification » donné par Transports Canada, représentant le nom et le lieu d'un aéroport. C'est une aide de direction pour aider la circulation aérienne, les télécommunications et les programmes d'ordinateur.
Le format des entrées sont:
Lieu d'identification (TC LID) - IATA - Nom de l'aéroport (nom alternatif) - Communauté de l'aéroport - Province
Les aéroports du Réseau national des aéroports sont en caractères gras.

## CA -Canada- CAN[1],[2]
| TC LID | IATA | Nom de l'aéroport                                  | Communauté          | Province                  |
| ------ | ---- | -------------------------------------------------- | ------------------- | ------------------------- |
| CZAC   | ZAC  | Aéroport York Landing                              | York Landing        | Manitoba                  |
| CZAM   | YSN  | Aéroport Salmon Arm                                | Salmon Arm          | Colombie-Britannique      |
| CZBA   |      | Aérodrome Burlington Executive                     | Burlington          | Ontario                   |
| CZBB   | ZBB  | Aéroport Vancouver/Boundary Bay                    | Delta               | Colombie-Britannique      |
| CZBD   | ILF  | Aéroport Ilford                                    | Ilford              | Manitoba                  |
| CZBF   | ZBF  | Aéroport Bathurst                                  | Bathurst            | Nouveau-Brunswick         |
| CZBM   | ZBM  | Aéroport Roland-Désourdy                           | Bromont             | Québec                    |
| CZEE   | KES  | Aéroport Kelsey                                    | Kelsey              | Manitoba                  |
| CZEM   | ZEM  | Aéroport Eastmain River                            | Eastmain            | Québec                    |
| CZFA   | ZFA  | Aéroport Faro                                      | Faro                | Yukon                     |
| CZFD   | ZFD  | Aéroport Fond-du-Lac                               | Fond-du-Lac         | Saskatchewan              |
| CZFG   | XPK  | Aéroport Pukatawagan                               | Pukatawagan         | Manitoba                  |
| CZFM   | ZFM  | Aéroport Fort McPherson                            | Fort McPherson      | Territoires du Nord-Ouest |
| CZFN   | ZFN  | Aéroport Tulita                                    | Tulita              | Territoires du Nord-Ouest |
| CZGF   | ZGF  | Aéroport Grand Forks                               | Grand Forks         | Colombie-Britannique      |
| CZGI   | ZGI  | Aéroport Gods River                                | Gods River          | Manitoba                  |
| CZGR   | ZGR  | Aéroport Little Grand Rapids                       | Little Grand Rapids | Manitoba                  |
| CZHP   |      | Aéroport High Prairie                              | High Prairie        | Alberta                   |
| CZJG   | ZJG  | Aéroport Jenpeg                                    | Jenpeg              | Manitoba                  |
| CZJN   | ZJN  | Aéroport Swan River                                | Swan River          | Manitoba                  |
| CZKE   | ZKE  | Aéroport Kashechewan                               | Kashechewan         | Ontario                   |
| CZLQ   | YTD  | Aéroport Thicket Portage                           | Thicket Portage     | Manitoba                  |
| CZMD   | MSA  | Aéroport Muskrat Dam                               | Muskrat Dam         | Ontario                   |
| CZML   | ZMH  | Aéroport South Cariboo/108 Mile                    | South Cariboo       | Colombie-Britannique      |
| CZMN   | PIW  | Aéroport Pikwitonei                                | Pikwitonei          | Manitoba                  |
| CZMT   | ZMT  | Aéroport Masset                                    | Masset              | Colombie-Britannique      |
| CZNG   | XPP  | Aéroport Poplar River                              | Poplar River        | Manitoba                  |
| CZNL   |      | Aéroport Nelson (Colombie-Britannique)             | Nelson              | Colombie-Britannique      |
| CZPB   | ZPB  | Aéroport Sachigo Lake                              | Sachigo Lake        | Ontario                   |
| CZPC   |      | Aéroport Pincher Creek                             | Pincher Creek       | Alberta                   |
| CZPO   |      | Aéroport Pinehouse Lake                            | Pinehouse Lake      | Saskatchewan              |
| CZRJ   | ZRJ  | Aéroport Round Lake (Weagamow Lake)                | Round Lake          | Ontario                   |
| CZSJ   | ZSJ  | Aéroport Sandy Lake                                | Sandy Lake          | Ontario                   |
| CZSN   | XSI  | Aéroport South Indian Lake                         | South Indian Lake   | Manitoba                  |
| CZST   | ZST  | Aérodrome Stewart                                  | Stewart             | Colombie-Britannique      |
| CZSW   | ZSW  | Hydroaéroport Prince Rupert/Seal Cove              | Prince Rupert       | Colombie-Britannique      |
| CZTA   | YDV  | Aéroport Bloodvein River                           | Bloodvein River     | Manitoba                  |
| CZTM   | ZTM  | Aéroport Shamattawa                                | Shamattawa          | Manitoba                  |
| CZUC   | ZUC  | Aéroport Ignace Municipal                          | Ignace              | Ontario                   |
| CZUM   | ZUM  | Aéroport Churchill Falls                           | Churchill Falls     | Terre-Neuve-et-Labrador   |
| CZVL   | ZVL  | Aéroport Edmonton/Villeneuve (Aéroport Villeneuve) | Villeneuve          | Alberta                   |
| CZWH   | XLB  | Aéroport Lac Brochet                               | Lac Brochet         | Manitoba                  |
| CZWL   | ZWL  | Aéroport Wollaston Lake                            | Wollaston Lake      | Saskatchewan              |